# Rebellie in Zuid-Thailand
De rebellie in Zuid-Thailand is een burgeroorlog die sinds 2004 in Thailand woedt. De burgeroorlog is een opstand van islamitische rebellen tegen de Thaise regering.
Het gebied van de oorlog is de regio Pattani in het zuiden van Thailand. Er is ook geweld van de rebellen in andere regio's. 1200 mensen stierven in de oorlog.

## Aanslagen in 2004
In januari 2004 vonden er in Zuid-Thailand diverse aanslagen plaats.
Op zondag 4 januari overvallen zestig mannen (volgens de regeringen bandieten, volgens experts terroristen) een legerkamp in het district Amphoe in de provincie Pattani en steken 21 scholen in brand. Bij de overval op het legerkamp worden meer dan honderd wapens buitgemaakt en komen er vier soldaten om het leven. Dit komt als een schok voor de regering in Bangkok omdat geen enkele inlichtingendienst de aanval voorzien had. De Thaise minister President Thaksin Shinawatra laat dan ook felle kritiek horen op zowel de legerleiding, zijn neef generaal Chaiyasit Shinawatra, als ook op de minister van Binnenlandse Zaken, Wan Muhammed Noor die zelf een moslim is en uit het zuiden komt.
Ook ontploffen er in de opvolgende dagen verscheidene bommen die als een variant op een autobom vaak op bromfietsen gemonteerd zijn. Hierbij wordt beperkte schade aangericht, wel komen er nog twee politiemannen om het leven die een bom proberen te demonteren.
Hierop wordt de noodtoestand in het gebied uitgeroepen. Tot de opluchting van vele lokale mensen wordt hierbij geen avondklok ingesteld. Op kinderdag, 10 januari, laat de regering 500 studenten en leraren van de in brand gestoken scholen naar Bangkok overkomen voor een eendaagse rondleiding. Sommige kinderen worden hierbij ontvangen door minister President Thaksin Shinawatra.
In de eerste twee weken na dit incident worden verscheidene mensen opgepakt, zowel in de Thaise grensprovincies als in Maleisië.
Op 22 en 23 januari 2004 vinden er aanslagen plaats op boeddhistische monniken. De daders rijden met zijn tweeën op een brommer op een slachtoffer af en snijden hem de keel door. Drie monniken worden gedood één raakt zwaargewond. Onder de doden is ook een 13-jarige novice.
Na deze aanslagen worden er pamfletten verspreid dat de volgende aanslagen zullen plaatsvinden op boeddhistische leraren. Als reactie worden meer dan duizend scholen in de provincies Yala, Pattani en Narathiwat gesloten.